# Montageständer

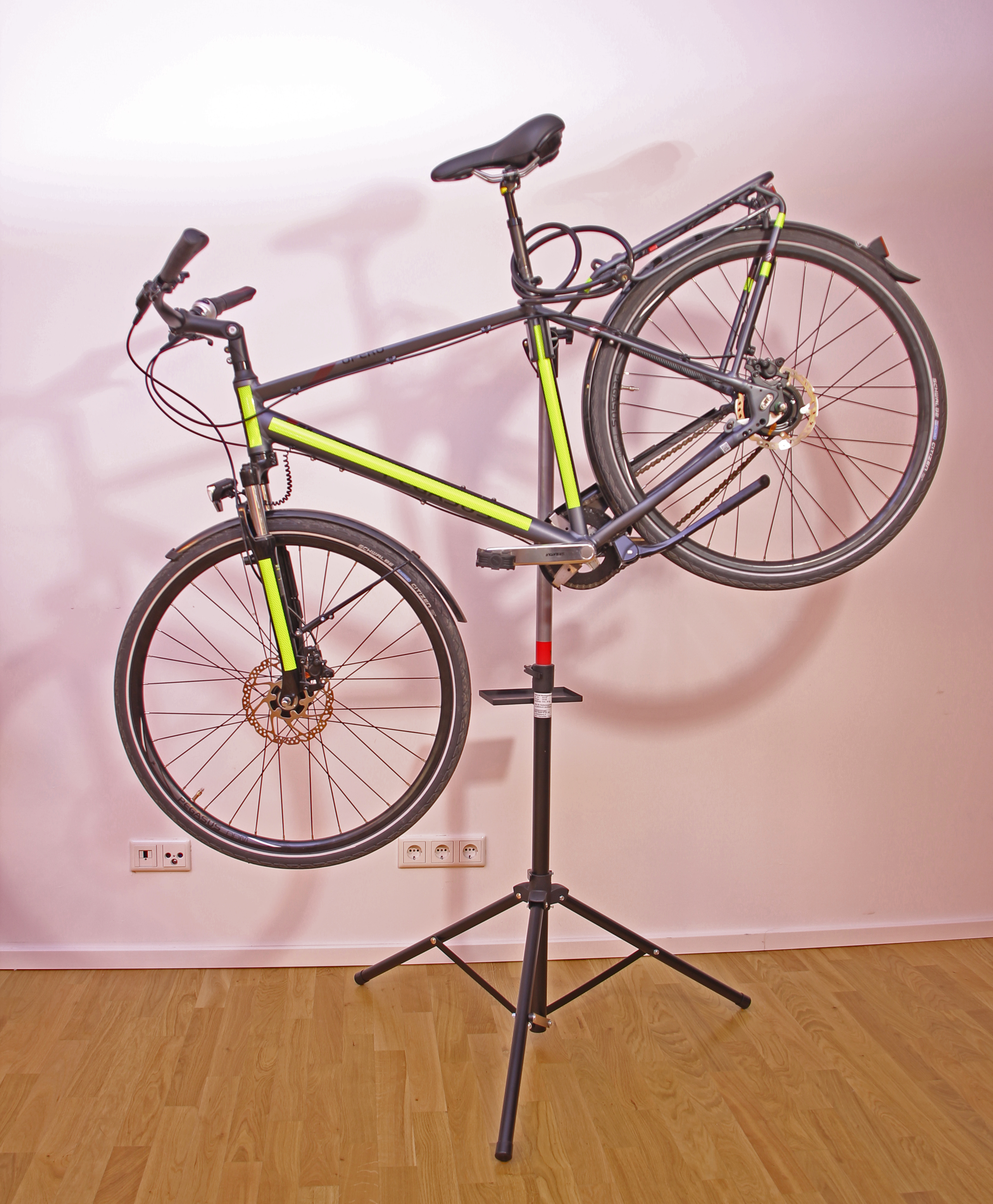
Montageständer mit Diamantrahmen-Rad

Ein Montageständer, auch Reparaturständer genannt, ist eine Vorrichtung für Wartungs-, Montage- und Reparaturarbeiten am Fahrrad oder am Motorrad. Der Montageständer hält das Fahrrad oder Motorrad fest und erleichtert bei Fahrrädern das Arbeiten in einer ergonomischen Körperhaltung. Er erlaubt bei Fahrrädern oft auch das Schwenken des Rades in eine für den Arbeitsprozess vorteilhafte Position. Weiterhin kann der Antrieb und bei Fahrrädern die Kettenschaltung betätigt werden, was bei auf dem Boden stehenden Rädern nicht möglich ist.

## Bauarten für Fahrräder

### Klemmung an Rahmen oder Sattelstütze

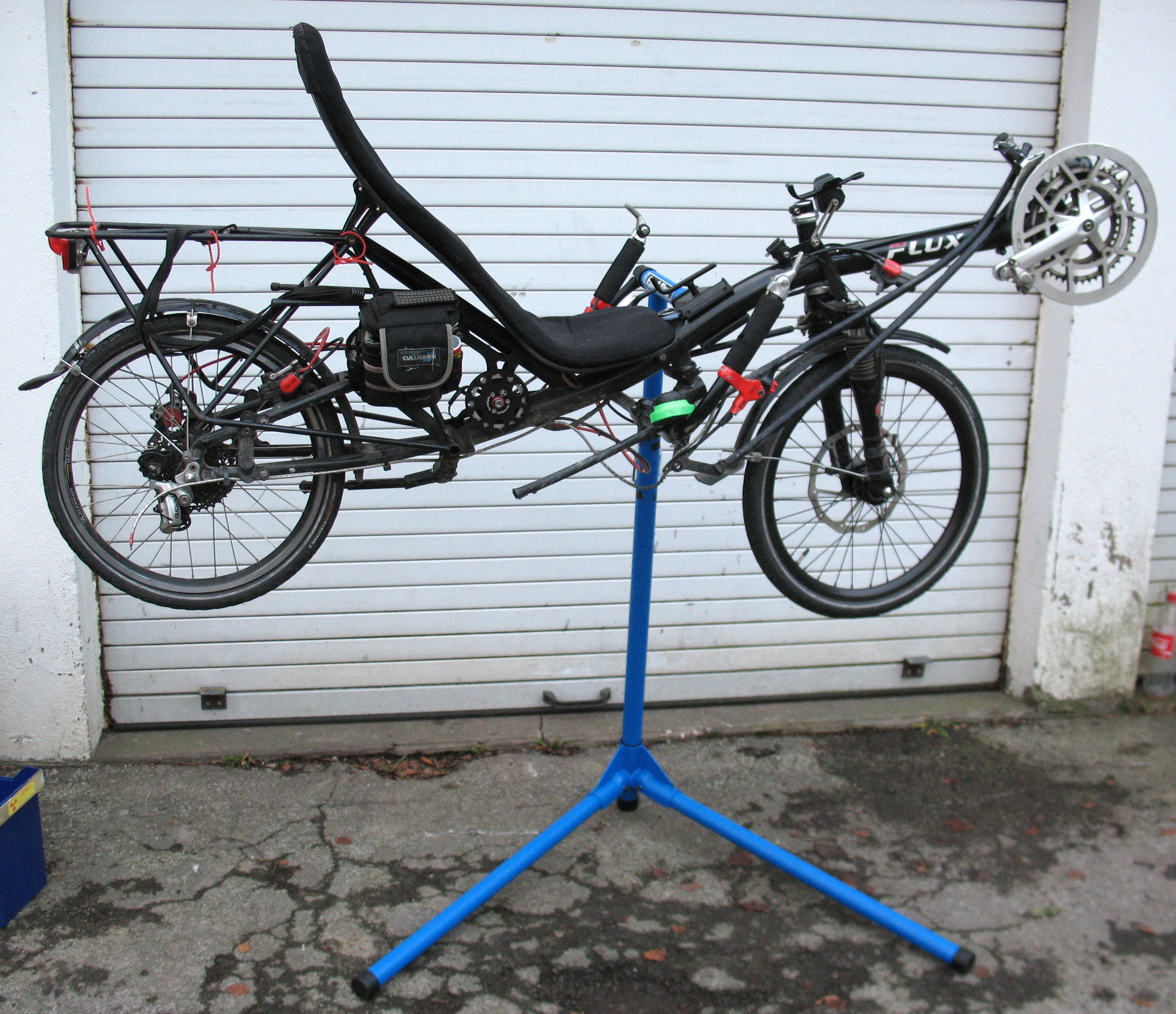
Montageständer mit Liegerad

Die am weitesten verbreiteten Ständer sind Rohrkonstruktion mit einer Klemme, die den Rahmen oder die Sattelstütze einspannt. Sie finden sich häufig auch in Fahrradwerkstätten. Bei dieser Bauweise lassen sich beide Laufräder frei drehen und beispielsweise Arbeiten an den Bremsen und am Antrieb durchführen. Die Klemmung an der Sattelstütze hat den Vorteil, dass sich auch viele Fahrräder mit exotischen Rahmengeometrien einspannen lassen. Diese Form der Einspannung ist auch gut für sehr dünnwandige Rohrrahmen und Rahmen aus Faserverbundwerkstoffen geeignet, die keine hohen Klemmkräfte vertragen. Nur wenige Montageständer sind jedoch in der Lage, die dicken Rahmenrohre von Liegerädern zu fixieren. Bei ihnen, wie auch bei relativ schweren Elektrofahrrädern ist zusätzlich die Tragfähigkeit und Stabilität zu berücksichtigen.
Teleskopierbare Ständer können in der Höhe verstellt werden, alternativ kann auch die Klemmvorrichtung am Ständer verschiebbar angeordnet sein. Die Klemmvorrichtung ist meist drehbar, so kann das Rad im eingespannten Zustand geschwenkt werden. Aussparungen in der Klemme sollen das Durchführen von Bowdenzügen ermöglichen, jedoch sind abhängig vom Rahmentyp und der Bowdenzuverlegung nicht alle Klemmen an allen Rahmen uneingeschränkt einsetzbar.
Qualitätsmerkmale sind neben der Verarbeitung vor allem eine hohe Standfestigkeit und Steifigkeit. Diese Eigenschaften werden vor allem durch eine entsprechend stabile Ausführung des Grundständers erreicht. Sie zeigen sich u. a. bei kraftintensiven Arbeiten oder bei Demontage und Entnahme von schweren Baugruppen, wie des Hinterrades. Auch die Ausführung in Qualität und Material der Bedien- und Stellelemente, sowie der Klemmklaue variiert zwischen den Anbietern. Einige Klemmen besitzen beispielsweise Schnellspannfunktionen, die das Einspannen und Entnehmen des Rades erleichtern. Teilweise müssen diese jedoch auf die Rahmendurchmesser vorjustiert werden.
Zum platzsparenden Unterbringen bei Nichtgebrauch oder den Transport z. B. zum Wettkampfort sind viele Ausführungen faltbar. Für den Profi-Bereich gibt es die Klemmvorrichtungen auch einzeln, beispielsweise zur Montage an einer Wand oder Werkbank. Ebenso lassen sich manche Werkstatt-Montageständer am Boden verschrauben.

### Auflage-Montageständer

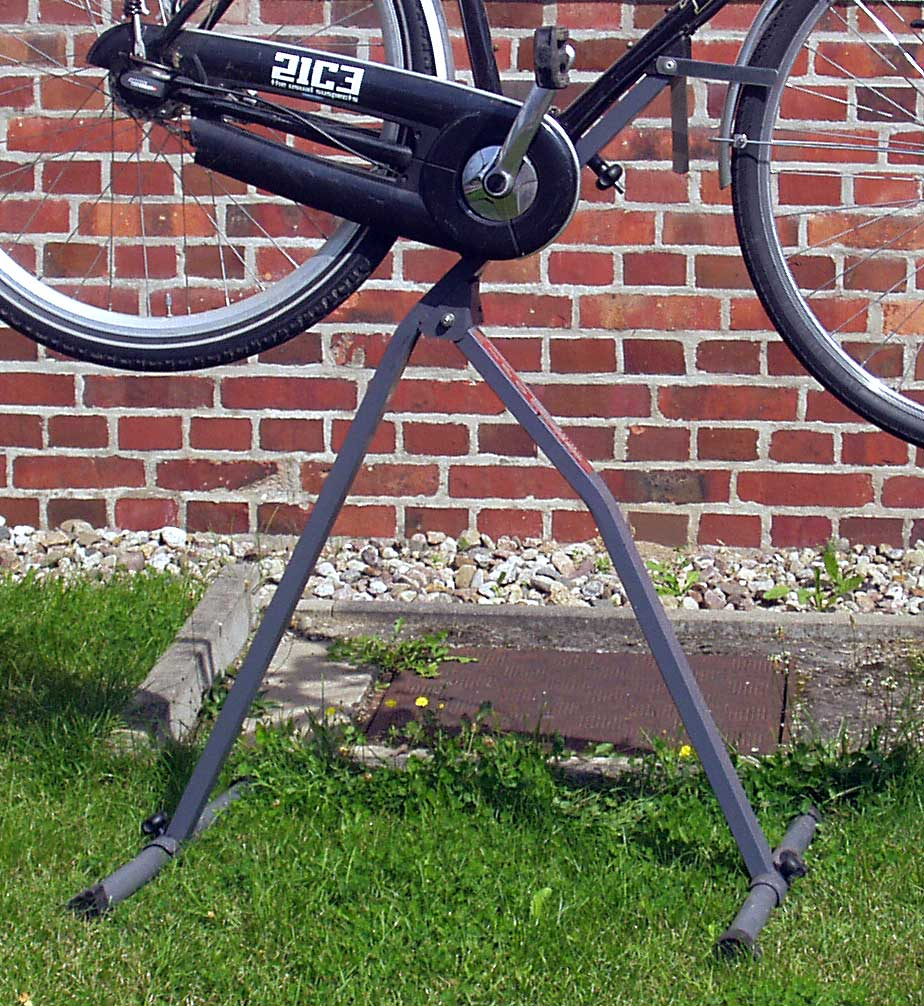
Auflage-Montageständer

Bei Montageständern im untersten Preissegment liegen Tretlagergehäuse und Unterrohr auf, eine Klemmung ist nur bei einigen Modellen vorhanden bzw. nur in Form eines Gurtes ausgeführt. Beide Laufräder können sich frei drehen. Diese Montageständer bieten keine sehr feste Verbindung, sodass schwere Arbeiten (z. B. Wechsel des Innenlagers, Montage von Tretkurbeln) problematisch sind. Ihr Vorteil ist der niedrige Preis. Aufgrund der Konstruktion sind solche Montageständer ausschließlich für Fahrräder mit gewöhnlicher Geometrie (Diamantrahmen) geeignet.

### Fixierung an Gabel oder Hinterbau

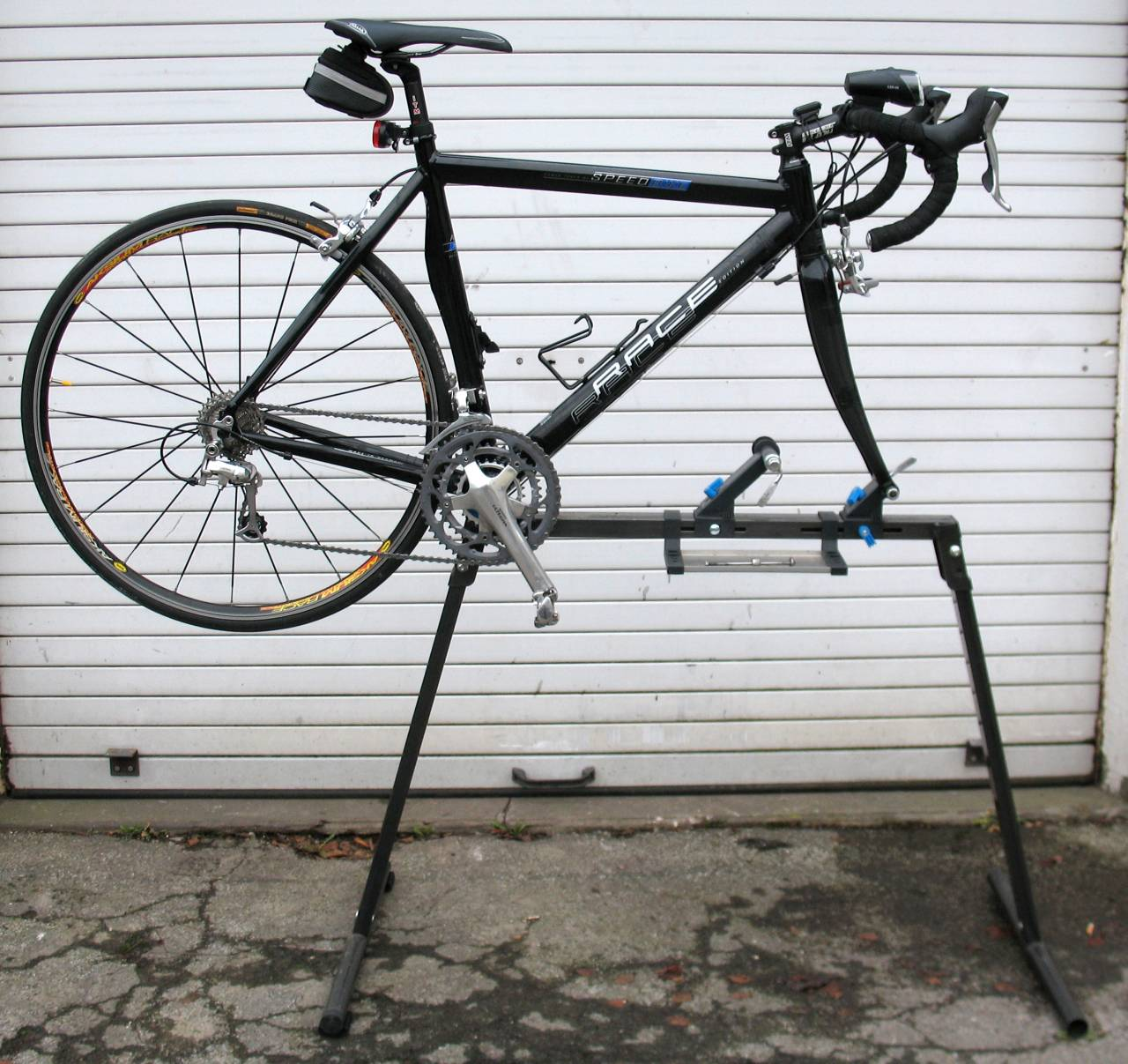
Fixierung an der Gabel

Eine stabile Befestigung bieten Montageständer, bei denen das Fahrrad mit der Gabel oder dem Hinterbau eingeklemmt und das Tretlagergehäuse abgestützt wird. Der Nachteil dieser Konstruktion ist, dass ein Laufrad ausgebaut werden muss, was den Zeitaufwand erhöht; das gilt besonders, wenn nacheinander an beiden Laufrädern gearbeitet werden soll. Wenn am hinteren Laufrad gearbeitet werden soll, muss sich eine Gabel im Rahmen befinden. Solche Montageständer sind oftmals auch für Liegeräder geeignet.

### Hängende Montage

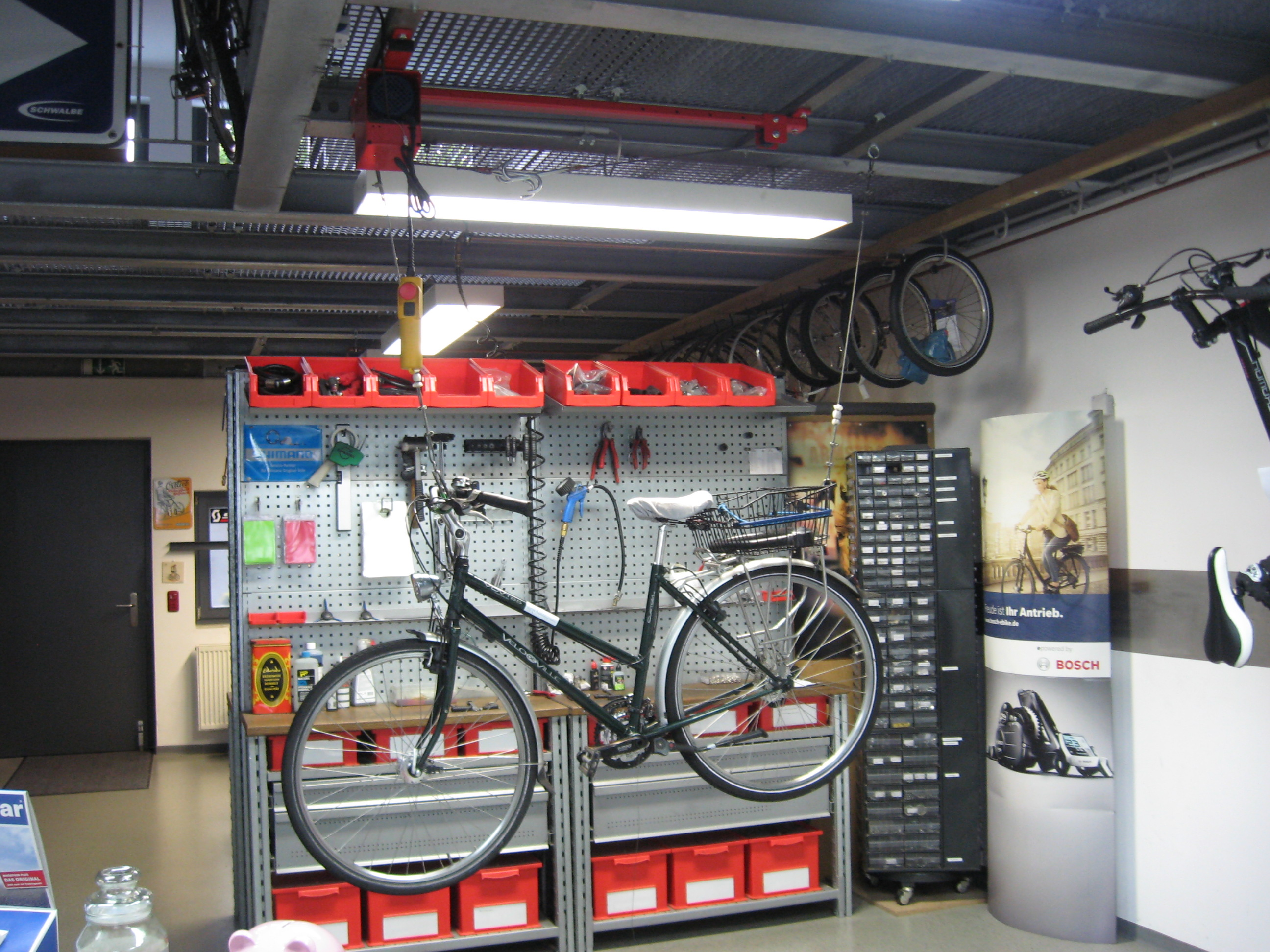
Elektrische Winde in einer Fahrradwerkstatt

Eine Alternative zu einem Montageständer ist es, das Fahrrad an Seilen oder Ketten aufzuhängen, zum Beispiel am Lenker und am Gepäckträger. Vorteilhaft ist der freie Zugang von allen Seiten und kein Ständerwerk auf dem Fußboden, sowie der freie Platz bei Nichtbenutzung. Nachteilig ist die mangelnde Fixierung, wodurch das Fahrrad beim Arbeiten schaukelt.
Durch schräg zur Decke geführte Seile wird das Schwingen des Fahrrads etwas verringert. Werden Umlenkrollen an der Decke befestigt, lässt sich das Rad am Boden stehend einhängen und dann auf die gewünschte Höhe ziehen. Mit einer elektrischen Winde können auch schwere Elektrofahrräder bequem auf Arbeitshöhe gebracht werden.

## Zentrierständer
Zentrierständer halten nur die Fahrradnabe bzw. das Laufrad des Fahrrads, um dieses zu warten, zusammenzubauen oder zu zentrieren.

## Ausführungen für Motorräder
Neben den Montageständern für Fahrräder gibt es auch spezielle Ausführungen für Motorräder. Das Motorrad wird wegen seines hohen Gewichtes nicht manuell aufgehängt, sondern mit einer kleinen Hebebühne angehoben, zumeist über einen Hebel. Motorrad-Montageständer sind meistens mit Kunststoffrollen ausgestattet, über die mit einem langen Hebelarm das Vorder- oder Hinterteil des Motorrads am kurzen Hebelarm wenige Zentimeter über den Boden angehoben und arretiert werden kann. Für Rangierarbeiten werden neben den Montageständern auch sogenannte Rangierplatten eingesetzt. Diese sind mit vier Rollen hoher Traglast ausgestattet, von denen sich zwei Rollen lenken lassen. Zusammen mit dem Montageständer ergibt sich so ein komfortables Rangierwerkzeug für die teilweise mehrere hundert Kilogramm schweren Motorräder.
Da bei Motorrädern die Konstruktionen keine einheitlichen Montageständer zulassen, werden entsprechende Adapter verwendet, sogenannte Haltebacken. In einigen Fällen ist es notwendig, dass zum Einsatz eines Motorrad-Montageständers sogenannte Prismenbuchsen an der Hinterachsverschraubung angebracht werden.